# Microcerella chilena
Microcerella chilena är en tvåvingeart som först beskrevs av Carroll William Dodge 1967.  Microcerella chilena ingår i släktet Microcerella och familjen köttflugor. Inga underarter finns listade i Catalogue of Life.